# محمد كامارا (لاعب كرة قدم)
محمد كامارا (بالفرنسية: Mohamed Camara)‏ (20 سبتمبر 1990 بغينيا - ) هو لاعب كرة قدم غيني في مركز الهجوم. لعب مع نادي تروا.

## وصلات خارجية
- محمد كامارا على موقع رابطة كرة القدم الفرنسية للمحترفين (الإنجليزية)
- محمد كامارا على موقع قاعدة بيانات كرة القدم.إي يو (الإنجليزية)
- محمد كامارا على موقع AS.com (الإسبانية)